# غرفة التصفية (2010)
غرفة التصفية أو غرفة القضاء 2010 (بالإنجليزية:Elimination Chamber2010) هو حدث رياضي سنوي من ضمن أحداث رياضة المصارعة التي تحدث كل عام تحت رعاية الاتحاد الدولي للمصارعة (WWE)، وكانت أولى مبارايات هذا الحدث في 21 فبراير 2010 في مركز سكوتريد في سانت لويس بولاية ميسوري. وتم بث ست مباريات على البث العام المباشر وحدثت مباراة سرية واحدة قبل البث المباشر.

## مفهوم الحدث
وكان مفهوم الحدث أن اثنين من مباريات الحدث الرئيسي تكون واحدة لكل من بطولة العالم للوزن الثقيل وبطولة ووي، على التوالي، سوف تحدث في غرفة التصفية. وتضمنت كل مباراة ستة منافسين: حامل اللقب وخمسة منافسين. حيث دافع شيموس عن بطولة دبليو دبليو إي ضد تريبل إتش، تيد ديبياس، راندي أورتون، جون سينا، وكوفي كينغستون في مباراة غرفة القضاء على الخام، التي فاز بها سينا. في مباراة غرفة التصفية.
وسرعان ما اكتسب الحدث شهرة واسعة في انحاء العالم حتي تم بيع أكثر من 285000 تذكرة في مباراة واحدة وعلى الرغم من زيادة عدد عمليات الشراء، تلقى الحدث مراجعات سلبية بشكل عام، حيث انتقد المراجعون البطاقة السفلية للعرض على أنها «ضعيفة» وتتألف من مادة حشو.

## خلفية

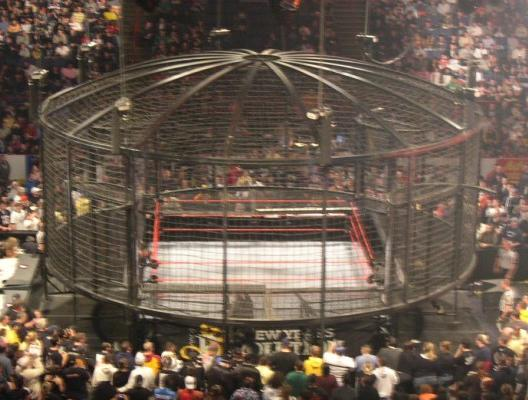

في أواخر عام 2009، طرح الاتحاد الدولي للمصارعة (WWE) استطلاع رأي على موقعه الرسمي على الانترنت للسماح للمشجعين لاختيار اسم لحدث فبراير 2010. وشملت الخيارات هذه الأسماء (غرفة القضاء - غرفة المعركة - غرفة الصراع - لا مخرج) مع العلم ان اسم لا مخرج كان اسم الحدث السابق القائم.
وتم اختيار اسم غرفة القضاء أو غرفة التصفية للحدث وكان من أهم الاحداث في ألمانيا انذاك. وقبل بدء مباراة غرفة القضاء على بطولة العالم للوزن الثقيل، كان المتعهد متورطًا في حادث الألعاب النارية خلال مدخل الحلبة. وقد التهمته النيران مؤقتاً في ثلاث مناسبات عندما أُخطأت الألعاب النارية، واشتعلت النيران في سترته لفترة وجيزة. وقد عانى من حروق من الدرجة الأولى والثانية في رقبته وصدره، ووفقاً لمتحدث باسم WWE فإن الإصابة «بدت كحروق شمس سيئة».

## جدول التصفيات
| Eliminated | Wrestler          | Entered | Eliminated by     | Method        | Time  |
| ---------- | ----------------- | ------- | ----------------- | ------------- | ----- |
| 1          | راندي أورتن       | 4       | تيد ديبياسي الابن | تثبيت         | 23:56 |
| 2          | تيد ديبياسي الابن | 5       | كوفي كينغستون     | تثبيت         | 25:24 |
| 3          | كوفي كينغستون     | 2       | شيمس              | تثبيت         | 26:02 |
| 4          | شيمس (c)          | 1       | تربل إتش          | تثبيت         | 28:38 |
| 5          | تربل إتش          | 3       | جون سينا          | مصارعة محترفة | 30:10 |
| Winner     | جون سينا          | 6       |                   |               |       |

## جدول النتائج
| رقم                                                                                         | النتائج | الشروط                                                               | الوقت   |
| ------------------------------------------------------------------------------------------- | --- | -------------------------------------------------------------------- | ------- |
| 1D                                                                                          | جيسون ريسو defeated ايزكيل جاكسون                                                                                    | أنواع مباريات المصارعة                                               | Unknown |
| 2                                                                                           | جون سينا defeated تربل إتش، شيمس (c), كوفي كينغستون، تيد ديبياسي الابن، and راندي أورتن                              | مباراة مبنى الإقصاء for the بطولة دبليو دبليو إي                     | 30:10   |
| 3                                                                                           | ديف باتيستا defeated جون سينا (c)                                                                                    | أنواع مباريات المصارعة for the بطولة دبليو دبليو إي                  | 00:32   |
| 4                                                                                           | درو ماكنتاير (c) defeated Kane                                                                                       | أنواع مباريات المصارعة for the بطولة القارات دبليو دبليو إي          | 10:06   |
| 5                                                                                           | LayCool (ليلى إل and ميشيل مكول) defeated جيل كيم and ماريس أوليت                                                    | أنواع مباريات المصارعة                                               | 03:35   |
| 6                                                                                           | ذا ميز (c) (with بيغ شو) defeated مونتيل فانتيفيوس بورتر (with مارك هنري)                                            | أنواع مباريات المصارعة for the بطولة الولايات المتحدة دبليو دبليو إي | 13:02   |
| 7                                                                                           | كريس جيريكو defeated أندرتيكر (c), جون موريسون، ري ميستيريو، سي إم بانك (with لوك غالوس and سيرينا ديب), and آر تروث | مباراة مبنى الإقصاء for the بطولة العالم للوزن الثقيل                | 35:40   |
| - (c) – تشير إلى البطل (الأبطال) عند بداية المباراة - D – تشير إلى أن المباراة مباراة مظلمة | |                                                                      |         |